# Flugplatz Mount Magnet

i7
i11
i13
Der Mount Magnet Airport ist der Flughafen der Ortschaft Mount Magnet im australischen Bundesstaat Western Australia, in dem Gold und Eisenerz im Tagebau abgebaut wird. Er befindet sich ca. sechs Kilometer südlich vom Stadtzentrum und ist direkt erreichbar durch den Great Northern Highway. Regelmäßig fliegt Skippers Aviation von Perth, ca. 625 km südöstlich, den Flughafen an.